# Revilla de Pomar
Revilla de Pomar ist ein spanischer Ort in der Provinz Palencia der Autonomen Gemeinschaft Kastilien und León. Der Ort gehört zu Pomar de Valdivia, er liegt 1,5 Kilometer westlich vom Hauptort der Gemeinde. Revilla de Pomar ist über die Straße PP-6222 zu erreichen.

## Sehenswürdigkeiten

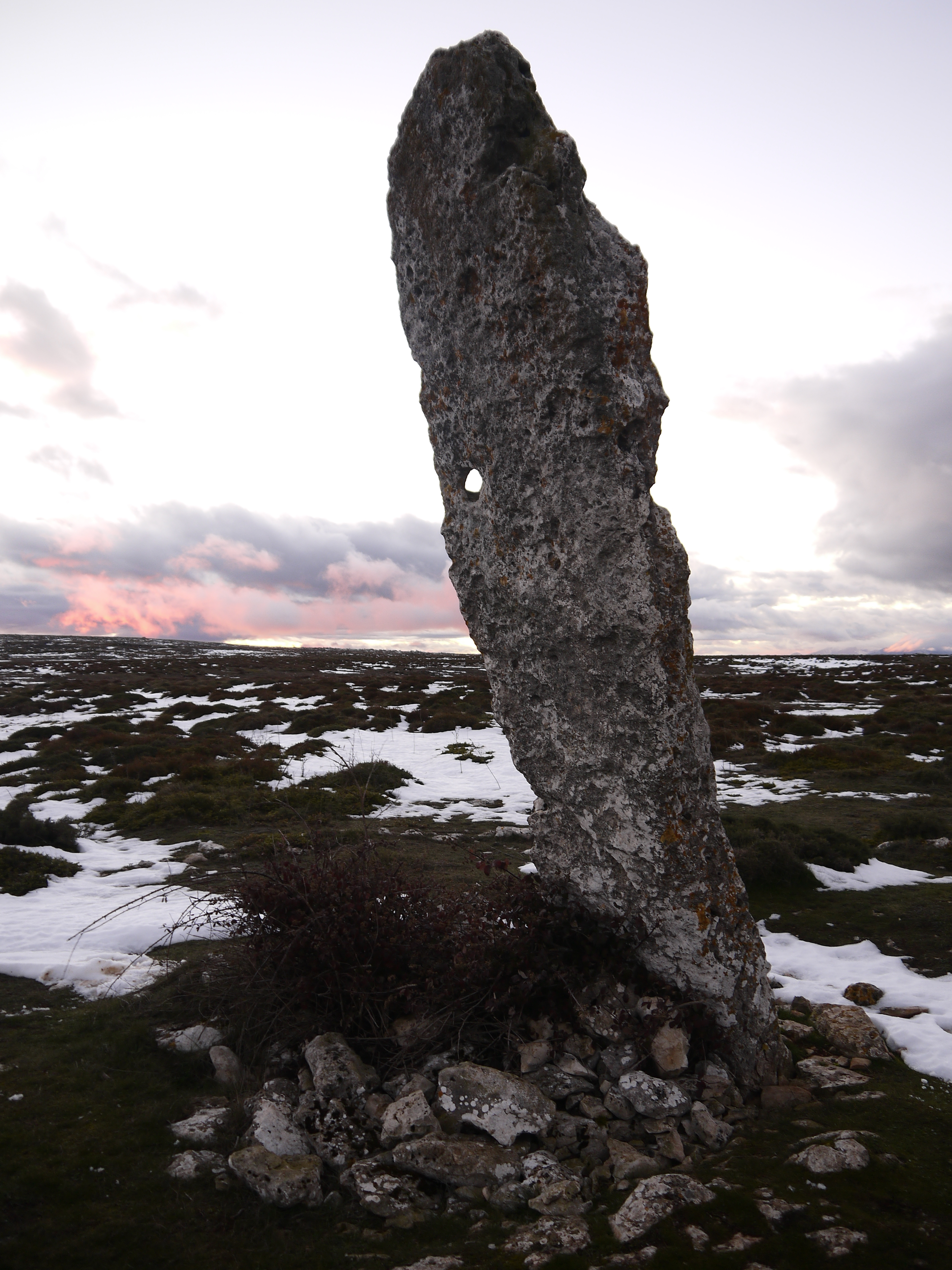
Menhir von Canto Hito

- Kirche Asunción de Nuestra Señora, erbaut im 16. Jahrhundert
- Ermita de Samoño
- Menhir von Canto Hito
- Cueva de los Franceses (Karsthöhle), kann besichtigt werden